# Zehlendorfer Wespen
Der Sportverein Zehlendorfer Wespen 1911 e. V. ist ein Tennis- und Hockeyclub aus Berlin. Der am 23. Februar 1911 gegründete Verein zählt heute rund 2450 Mitglieder. Seit 1999 ist die Clubanlage „Wespennest“ in der Lloyd-G.-Wells-Straße in Nikolassee ansässig, nachdem 88 Jahre das Domizil in der Roonstraße in Zehlendorf gelegen hatte. Bessere Trainingsmöglichkeiten (nun eigener Hockeyplatz) und mit dem Umzug einhergehend eine neue Sportanlage nebst dem Gebäude gaben den Ausschlag für den Umzug. Das Gelände umfasst zehn Tennisplätze, drei Hallentennisplätze in einer feststehenden Halle, für die Wintersaison eine Tennis-Zweifeld-Traglufthalle, einen Kunstrasen-Hockeyplatz, einen Kinderspielplatz, eine Boule-Bahn sowie ein Hallenbad mit Sauna. Angegliedert sind neben der Gastronomie ein Tennis- und Hockeyshop sowie eine Physiotherapie-Praxis. Im Jahr 2021 eröffneten die Zehlendorfer Wespen eine eigene Akademie.

## Vereinsgeschichte
Ferdinand Gruber, der langjährige Generalsekretär des Deutschen Tennis Bunds, regte 1911 die Gründung des Zehlendorfer Vereins an. Schon im August 1911 konnte die Tennisanlage eingeweiht werden, hinzu kamen noch zwei Hockeyplätze. Erste überregionale Erfolge feierten die Hockey-Damen. Nach dem Zweiten Weltkrieg erreichten sie die Finalrunden um die deutsche Hockeymeisterschaft. Im Mannschaftstennis des Berliner Raumes waren die Wespen in den 1920er Jahren führend.
Bis zum Zweiten Weltkrieg existierte eine Eishockeyabteilung, die in den 1930er Jahren der deutschen Spitzenklasse angehörte. 1936 wurden die Wespen Berliner Meister, 1937, 1939 und 1940 nahmen die Wespen an der Endrunde der deutschen Eishockeymeisterschaft teil, bei letzterer in einer Kriegsspielgemeinschaft mit dem BFC Preussen.
1948 fusionierten der Berliner HC und die Zehlendorfer Wespen, doch bereits 1950 wurden die Vereine wieder selbständig.

## Tennis
In der Sommersaison spielen die 1. Herren in der Ostliga und die 1. Damen in der 2. Bundesliga-Nord. Im Senioren-Bereich spielen jeweils die 1. Mannschaften der Wespen bei beiden Geschlechtern in sämtlichen Altersklassen in der Ostliga oder der Regionalliga-Nord. Die Verbandsmeisterschaften des Tennis-Verbands-Berlin-Brandenburg finden jedes Jahr auf dem Clubgelände der Wespen statt. Alle zwei Jahre sind die Wespen Ausrichter der Deutschen Rollstuhl-Tennis-Meisterschaften.

## Hockey
Beim Feldhockey spielen die 1. Herren in der 2. Bundesliga, den Damen gelang in der Saison 17/18 der Aufstieg in die Bundesliga, im Hallenhockey sind die Herren und Damen erstklassig. Die Herrenmannschaft sicherte sich in der Spielzeit 2016/17 Rang zwei in der Bundesliga Ost und nahm an der Endrunde um die deutsche Meisterschaft teil, wo sie im Viertelfinale ausschied. Im Hockey-Jugendbereich gehören die Zehlendorfer Wespen mit 600 Kindern zu einem der größten Vereine Deutschlands. In der Hallensaison 2019/2020 konnte mit der Knaben A erstmals eine Jungen-Mannschaft eine Deutsche Meisterschaft gewinnen. Bei den Mädchen gelang dies bisher dreimal (1991, 2007 und 2010).

### Hockeynationalspieler und -spielerinnen
Quelle: Hockeyarchiv auf der Homepage des Deutschen Hockey-Bundes
| Herren         | Zeitraum  | Anzahl Spiele | Damen                 | Zeitraum  | Anzahl Spiele |
| -------------- | --------- | ------------- | --------------------- | --------- | ------------- |
| Florian Keller | 1999–2008 | 112           | Helga Hoffmann        | 1959–61   | 4             |
| Max Jesse      | 2002–03   | 15            | Elke Wandel           | 1965      | 1             |
| Wanja Ammon    | 2003      | 3             | Viola Schmidt         | 2001–02   | 6             |
| Adriaan Kühn   | 2005      | 1             | Amelie Klaumünzer     | 2011      | 7             |
|                |           |               | Charlotte Stapenhorst | seit 2015 | 121           |

## Ballschule
Neben Hockey und Tennis wird für Kleinkinder die Ballschule angeboten. Die Kinder lernen in der Ballschule sportspielübergreifende Basiskompetenzen, sogenannte „Bausteine der Spielfähigkeit“, deren Entwicklung auf langjährige sportwissenschaftliche Forschung von Klaus Roth (Sportwissenschaftler) zurückgeht. Die Bausteine werden den Bereichen Taktik (A), Koordination (B) und Technik (C) zugeordnet. Aus A, B und C wird das „ABC des Spielenlernens“. Die Spiel- und Übungsaufgaben und die mit ihnen zu vermittelnden Kompetenzen sind den verschiedenen Entwicklungsstufen der Kinder angepasst. Das Konzept geht auf die Ballschule Heidelberg zurück.

## Eishockey
| 1926/27 | 7.            |
| 1927/28 | 6.            |
| 1928/29 | 6.            |
| 1929/30 | Viertelfinale |
| 1930/31 | nicht beendet |
| 1931/32 | 5.            |
| 1932/33 | 6.            |
| 1933/34 | 4.            |
| 1934/35 | 4.            |
| 1935/36 | Meister       |
| 1936/37 | Vizemeister   |
| 1937/38 | Vizemeister   |

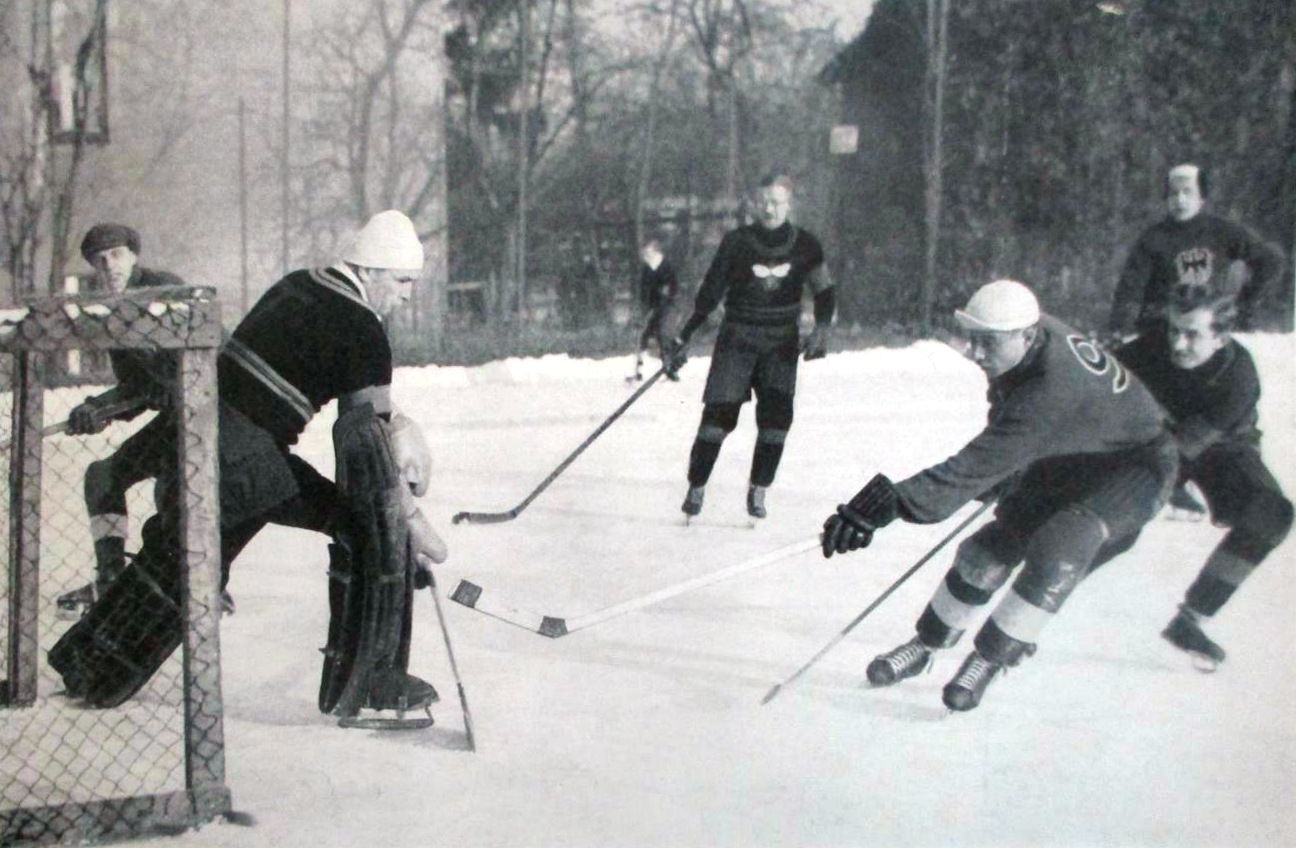
SC Brandenburg gegen Zehlendorfer Wespen, Dezember 1933

Anfangs wurde im Sportverein Zehlendorf im Sommer Landhockey und im Winter Eishockey gespielt. Im Winter wurde dazu auf drei Tennisplätzen eine Eisbahn angelegt, dazu konnte auf zugefrorenen Seen in der Umgebung gespielt werden. In der ersten Saison 1911/12 organisierte man vier Eishockeyspiele gegen die Potsdamer Hockey-Vereinigung (in der auch die Prinzen Friedrich Sigismund und Friedrich Karl von Preußen spielten), teilweise wurde am gleichen Tag auch ein Landhockeyspiel gegen die Potsdamer ausgetragen. Von den vier Eishockeyspielen 1911/12 gewann Potsdam drei Mal. Auch in den folgenden Wintern wurde Eishockey gespielt, ohne jedoch an Meisterschaften teilzunehmen. Der Erste Weltkrieg beendete die erste Phase des Zehlendorfer Eishockey.
Die zunehmende Popularität des Eishockey in den 1920ern führte auch bei den Wespen zur Neugründung einer Mannschaft 1923/24. Die Einrichtung einer entsprechenden Abteilung wurde im Club heftig diskutiert, insbesondere die Errichtung einer Eisbahn auf den Tennisplätzen, 1927 konnte die Abteilung aber gegründet werden und der Beitritt zum Deutschen Eissport-Verband vollzogen werden. Bereits zuvor nahm die Mannschaft an der Berliner Stadtmeisterschaft teil. Mit dem Berliner Sportpalast stand eine wetterunabhängige Trainings- und Spielmöglichkeit für die Berliner Vereine zur Verfügung. 1929 meldeten die Wespen eine zweite Herrenmannschaft und eine Juniorenmannschaft zum Spielbetrieb.
| 1936/37             | Vorrunde 2. |
| 1938/39             | Endrunde 4. |
| KSG Wespen/Preussen |             |
| 1939/40             | Vorrunde    |

Der 1934 zum Klubführer ernannte SA-Führer Heiner Gattineau förderte speziell die Eishockeymannschaft. Der Kanadier Arthur Brant, mit einem Stipendium an die Universität Berlin geholt, wurde als Spielertrainer verpflichtet, dazu kam mit Billy Bedford ein weiterer Kanadier (zuvor in England). Gattineau holte starke Spieler zu den Wespen, etwa 1935 den späteren Nationaltorwart Alfred "Eipe" Hoffmann. In der Saison 1935/36 wurden die Zehlendorfer schließlich Berliner Meister. Brant war teilweise auch als Trainer der Olympiaauswahl tätig, in der Vorbereitung zu den Spielen 1936 waren vier Zehlendorfer Spieler in der Auswahl (Hans-Werner Kelch ("Kelch I") und sein Bruder Günther "Tünny" Kelch ("Kelch II"), Klaus Schwarz und Torwart Alfred Hoffmann), keiner davon im Kader bei den Olympischen Spielen in Garmisch. In den Folgejahren wurden die Wespen zwei Mal Berliner Vizemeister (ab 1938/39 gab es keine eigene Berliner Meisterschaft mehr) und qualifizierten sich 1937 und 1939 jeweils für die deutschen Meisterschaften. 1937 scheiterte man in der Vorrunde an der Düsseldorfer EG, 1939 erreichte man die Endrunde. Mit Ausbruchs des Zweiten Weltkriegs wurde der Spielbetrieb schwierig. 1939/40 bildeten die Wespen  eine Kriegsspielgemeinschaft mit dem BFC Preussen, die sich für die erste deutsche Kriegsmeisterschaft qualifizierte. In der Vorrunde schied man nach einem vierten Platz aus. Dann wurde der offizielle Spielbetrieb eingestellt, Hofmann, Schwarz und die Kelchbrüder wechselten zum LTTC Rot-Weiß Berlin. 1943 wurde letztmals eine Eisbahn auf dem Clubgelände eingerichtet.
Nach dem Zweiten Weltkrieg gab es eine Eishockeymannschaft im fusionierten BHC Wespen. Von mindestens 1959 bis 1965 gab es wieder eine Eisbahn auf den Tennisplätzen des Clubs, eine feste Eishockeymannschaft kam aber nicht zustande. 1980 wurde die Hobbymannschaft "Puckies" in den Verein aufgenommen, nach einer Saison wurde der Aufbau einer Eishockeyabteilung wieder aufgegeben.

## Quelle
- Zehlendorfer Wespen (Hrsg.): 100 Jahre SV Zehlendorfer Wespen 1911 e. V.